# 云南白掌长臂猿
云南白掌长臂猿（学名：Hylobates lar yunnanensis），是中国云南特有及可能灭绝的一种白掌长臂猿亚种。

## 分类
最新的研究表明，它们属于白掌长臂猿的亚种。但目前关于它们的分类有效性仍存争议。

## 现状
云南白掌长臂猿的模式标本是于1986年在孟连县腊福发现并采集的，但于1994年对该片区域的调查没有再次发现它们。它们现时可能已经灭绝，但由于目前对云南白掌长臂猿的分类和地理分布都尚未明确，国际自然保护联盟于2008年将其列为数据缺乏。